# غريغ هال
غريغ هال (بالإنجليزية: Greg Hall)‏ هو شاعر أمريكي، ولد في 19 أكتوبر 1946 في برمنغهام في الولايات المتحدة، وتوفي في 23 يونيو 2009 في سان خوسيه في الولايات المتحدة.